# Piedras Blancas State Marine Reserve and Marine Conservation Area

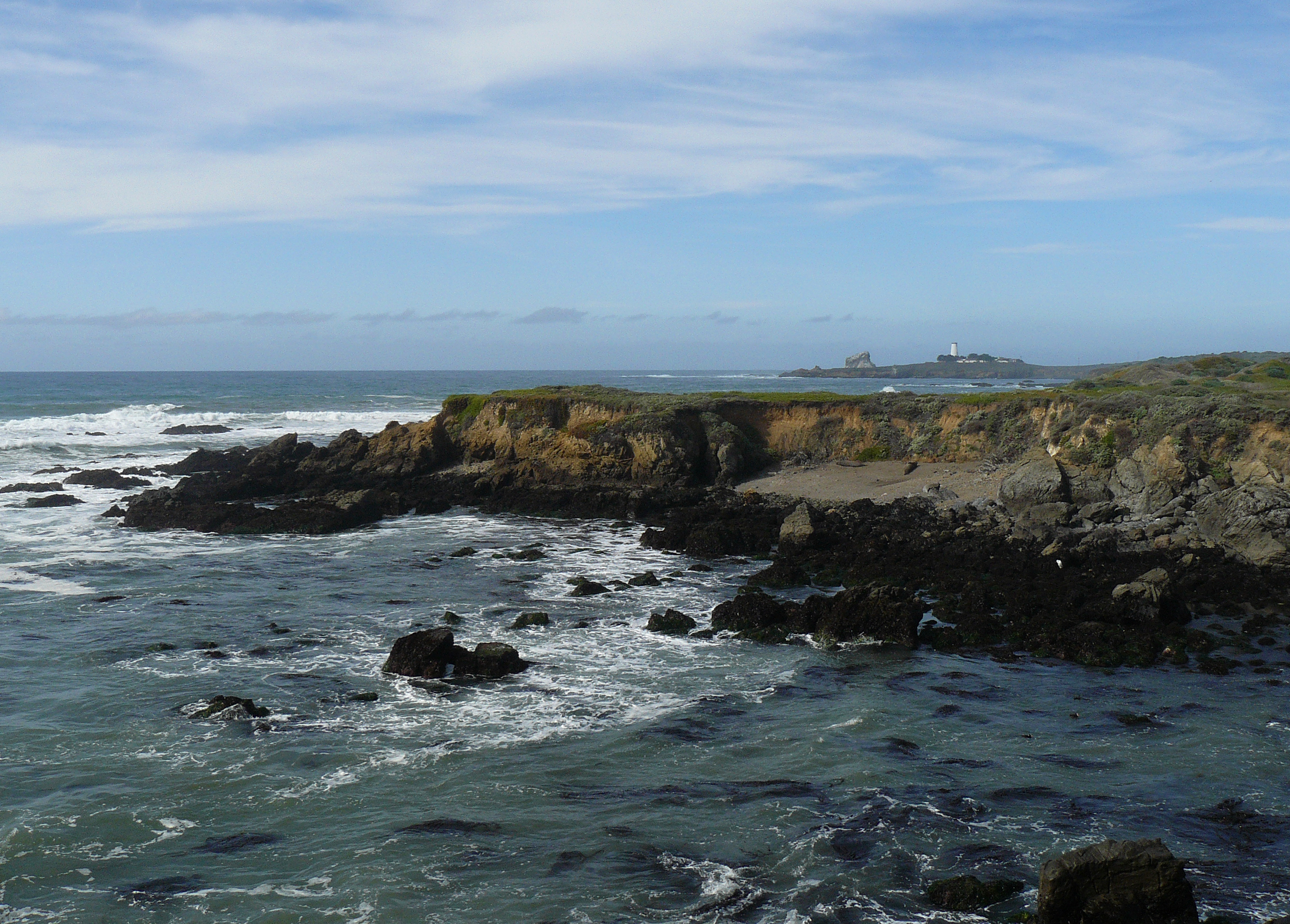
Küstenabschnitt im Piedras Blancas SMCA, im Hintergrund der Leuchtturm Piedras Blancas

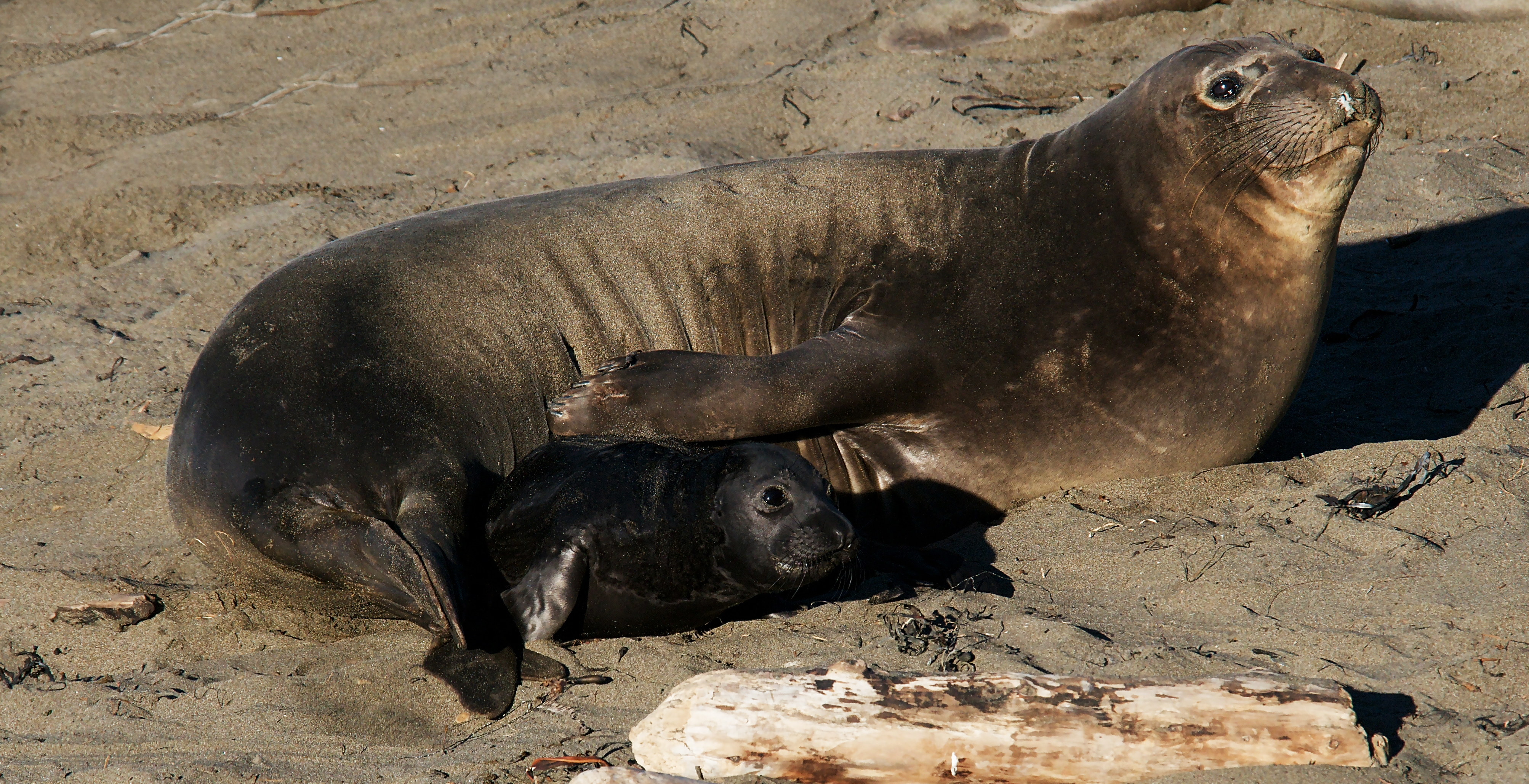
Seeelefant mit Kind, Kolonie in Piedras Blancas, 2009

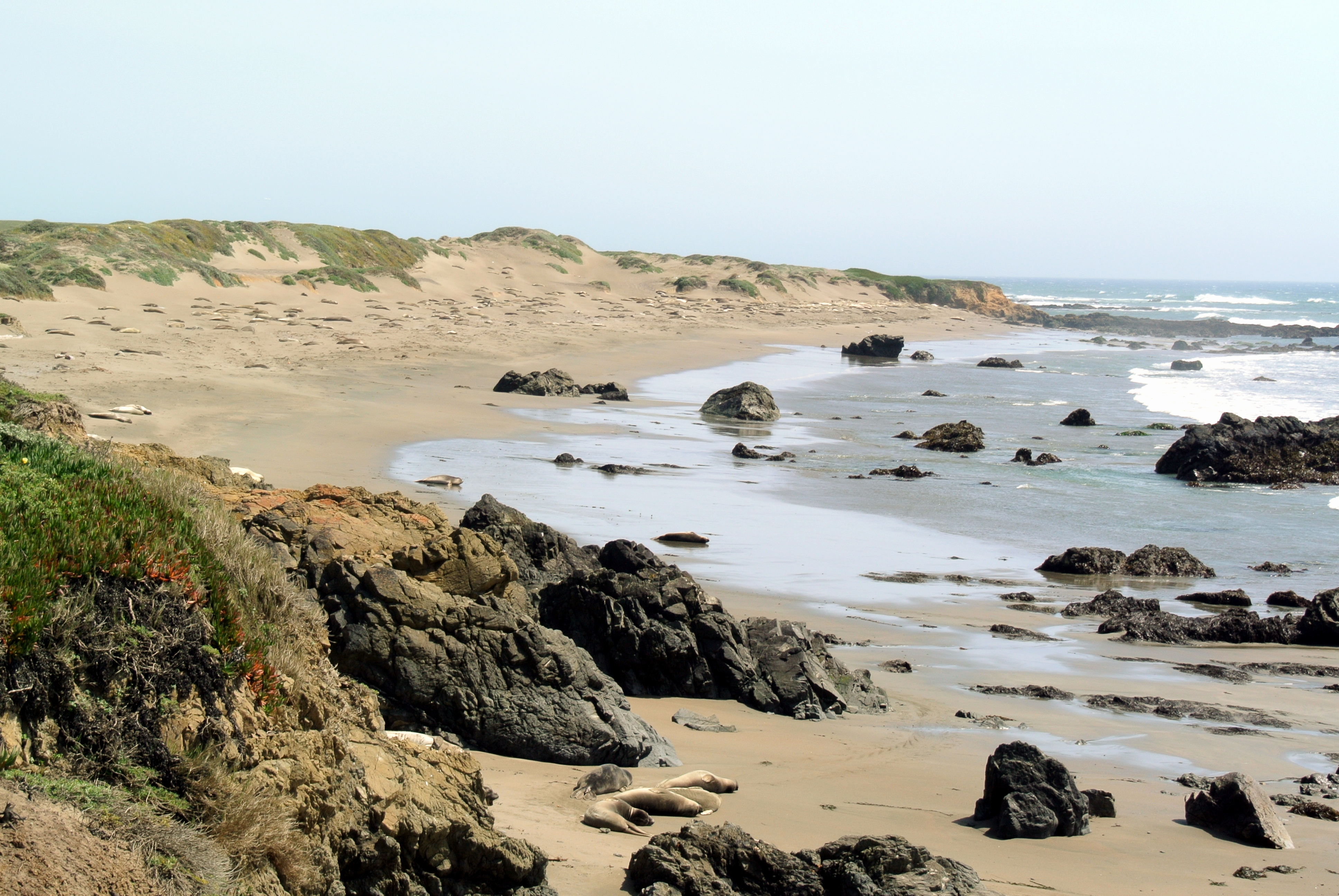
Piedras Blancas SMCA

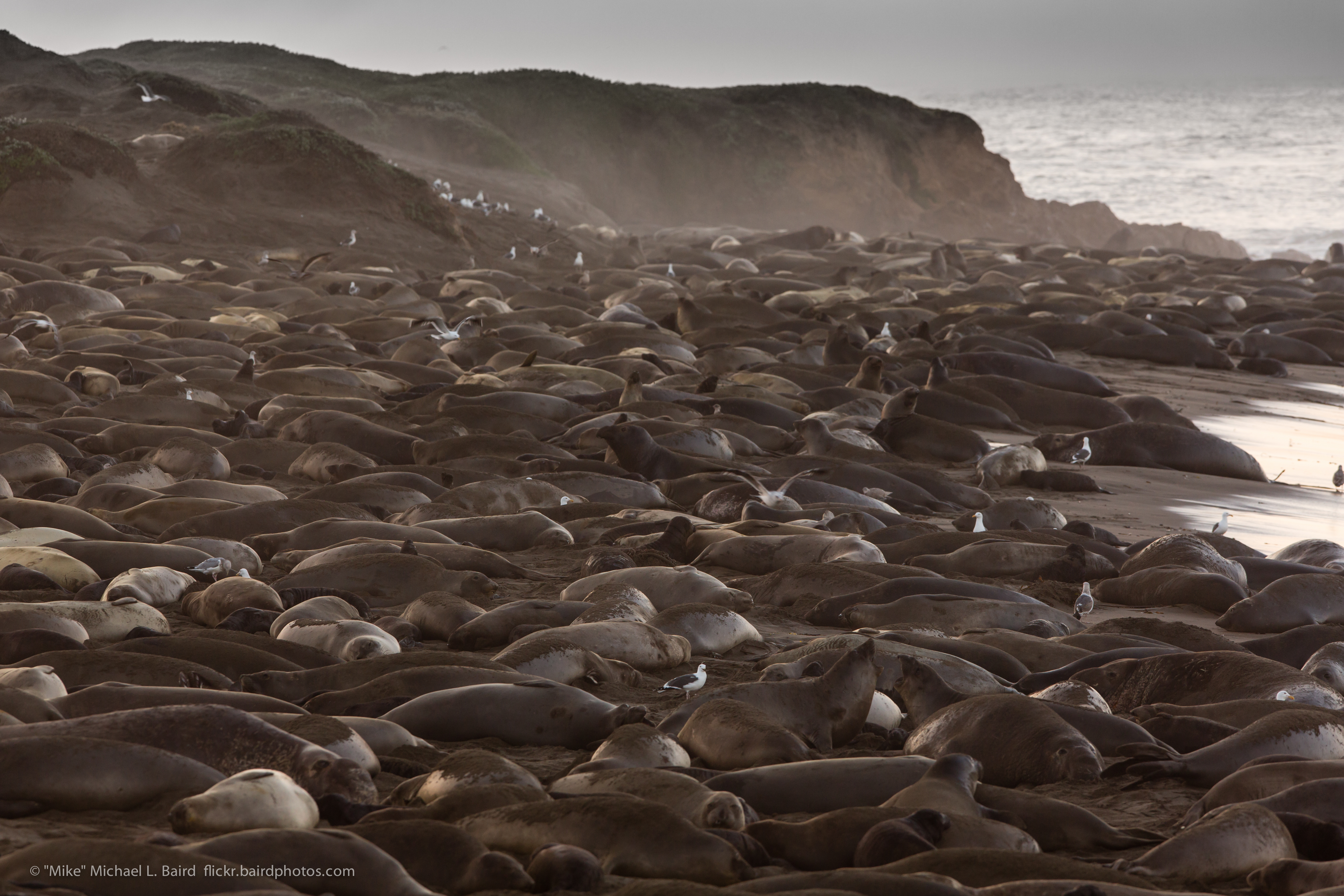
Kolonie von Seeelefanten, Januar 2013

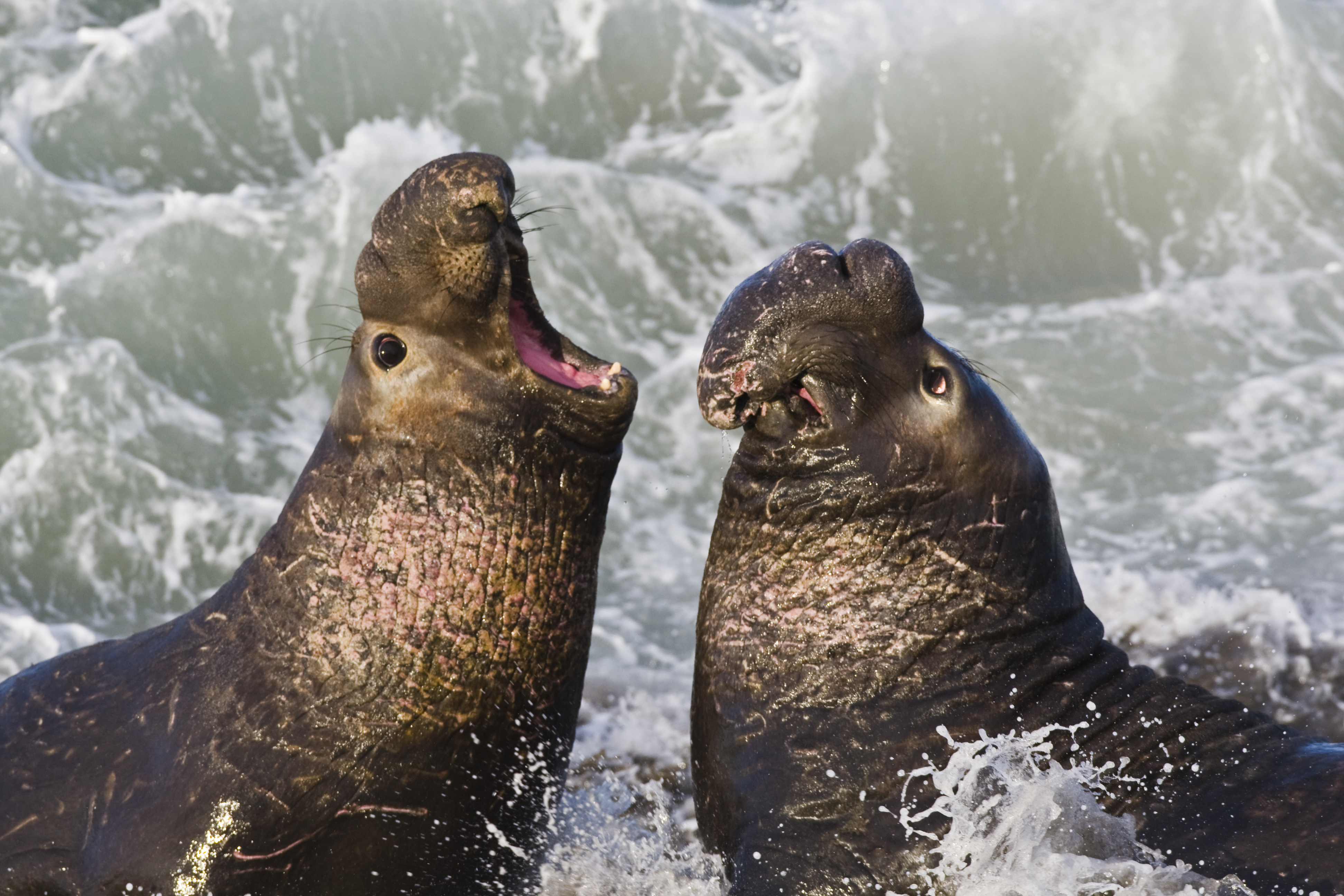
Seeelefanten

Die Piedras Blancas State Marine Reserve (SMR) and Piedras Blancas State Marine Conservation Area (SMCA) sind zwei aneinander angrenzende Meeresschutzgebiete, welche im Meer vor dem San Luis Obispo County an der zentralen Küste des US-amerikanischen Bundesstaates Kalifornien liegen.  Das zusammengehörende Gebiet ist circa 51 km² groß. Die Piedras Blancas State Marine Reserve schützt alle in dem Gebiet lebenden Meerestiere und -pflanzen. Fischen und das sonstige Entfernen von diesen ist im Schutzgebiet verboten. Auch in der Piedras Blancas State Marine Conservation ist das Fischen und sonstige Entfernen von Meereslebewesen verboten. Ausnahmen sind kommerzieller Fischfang von Lachsen und Weißem Thun oder durch die Renaturierung gedeckte Maßnahmen.

## Geschichte
Die beiden Schutzgebiete wurden 2007 vom California Department of Fish and Wildlife als Schutzgebiete ausgewiesen. Sie sind 2 von 29 Schutzgebieten, die während der ersten Phase des Marine Life Protection Act ausgewiesen wurden.

## Geographie und Natur
Die angrenzenden Gebiete befinden sich vor der Küste des San Luis Obispo County. Begrenzt sind sie durch Flutlinien und gerade Linien, die von bestimmten Koordinaten gezogen wurden.

## Vorkommen von Wildtieren
Die geschützten Areale weisen eine artenreiche Küstenzone auf, in denen Gezeitentümpel, zwei Arten Tang und sowohl sandige als auch steinige Strände zu finden sind. Auf dem Meer befindet sich im tieferen Bereich des Meeres eine plateauartige Felsenstruktur, die große Populationen von Fischen und deren Nahrungstieren anzieht. Diese Struktur dient außerdem als natürlicher Schutzraum für Stachelköpfe. Diese Habitate unterstützen eine besonders große Artenvielfalt, die Vögel und Meeressäuger umfasst. Beispiele dafür sind die Kalifornischen Seelöwen, die Nördlichen See-Elefanten, die Seehunde, die Nördlichen Seebären und die Seeotter. Historisch gesehen war das Gebiet ein produktives Jagdgebiet auf Abalones in Kalifornien. Viele wandernde Wale, vor allem Grauwale, ziehen jährlich durch das Gebiet. Außerdem wurde 1995 ein Pazifischer Nordkaper in dem Gebiet gesichtet.

## Umgebung und Sehenswürdigkeiten
Die Hearst Castle, das frühere Heim von William Randolph Hearst, befindet sich in der Nähe des Hearst San Simeon State Historic Monuments, das in der Nähe des Schutzgebietes zu finden ist.
Der Leuchtturm Piedras Blancas befindet sich in einer natürlichen Umgebung. Der vom Bureau of Land Management geleitete Leuchtturm wurde 1875 erbaut. Eine Wohnung im viktorianischen Stil wurde später hinzugebaut.
Piedras Blancas ist das Zuhause einer bedeutenden Seeelefantenkolonie.
Die beiden Schutzgebiete sind renaturiert. In den Gebieten darf man Kayak fahren, schwimmen und tauchen.

## Wissenschaftliche Untersuchungen
Durch den Marine Life Protection Act werden verschiedene Schutzgebiete entlang der zentralen Küste Kaliforniens von Wissenschaftlern überwacht, um deren Wirksamkeit und die Gesundheit des Ozeans zu erforschen. Die gleiche Studie wurde in Schutzgebieten in der Nähe der Santa Barbara Channel Islands durchgeführt. Dadurch entdeckte man, dass die Fische in Schutzgebieten allmählich größer und mehr wurden als Fische in nicht geschützten Gebieten.
Lokale wissenschaftliche Einrichtungen und Bildungseinrichtungen werden in die Studien involviert. So beteiligen sich daran unter anderem die Stanford University’s Hopkins Marine Station, die University of California, Santa Cruz, die Moss Landing Marine Laboratories und das Cal Poly San Luis Obispo. Die Methoden zur Erforschung sind stichprobenartiges Angeln und Untersuchungen bei verschiedenen Gezeiten durch Taucher. Außerdem werden sogenannte Remote Operated Vehicle (ROV)-U-Boote benutzt.